# José Dimas Cedeño Delgado
José Dimas Cedeño Delgado (* 23. Juli 1933 in Peña Blanca) ist emeritierter Erzbischof von Panama.

## Leben
Der Erzbischof von Panama, Francisco Beckmann CMF, weihte ihn am 25. Juni 1961 zum Priester.
Papst Paul VI. ernannte ihn am 15. Februar 1975 zum Bischof von Santiago de Veraguas. Die Bischofsweihe spendete ihm der Apostolische Nuntius in Panama, Edoardo Rovida, am 17. Mai desselben Jahres; Mitkonsekratoren waren Carlos Ambrosio Lewis Tullock SVD, Weihbischof in Panama, und Daniel Enrique Núñez Núñez, Bischof von David. 
Papst Johannes Paul II. ernannte ihn am 18. April 1994 zum Erzbischof von Panama. Am 18. Februar 2010 nahm Papst Benedikt XVI. sein aus Altersgründen vorgebrachtes Rücktrittsgesuch an.